# Klaus Tweer
Klaus Tweer (* 31. Januar 1942; † 7. Juni 2012 in Halver) war ein deutscher Kommunalpolitiker der SPD und von 1994 bis 1999 Landrat des Märkischen Kreises.

## Leben
Der gelernte Werkzeugmacher war ab 1969 Mitglied des Rates der Stadt Halver und wurde dort stellvertretender Vorsitzender der SPD-Ratsfraktion, deren Leitung er 1972 übernahm. Von 1975 bis 1979 sowie erneut von 1984 bis 1997 war er ehrenamtlicher Bürgermeister Halvers. Von 1994 bis 1997 war er zunächst ehrenamtlicher Landrat und im Anschluss bis 1999 hauptamtlicher Landrat des Märkischen Kreises. Des Weiteren war er zeitweise Vorsitzender der SPD-Fraktion im Arnsberger Bezirksplanungsrat und Mitglied der Landschaftsversammlung des Landschaftsverbandes Westfalen-Lippe.

## Ehrungen und Auszeichnungen
- Verdienstkreuz am Bande der Bundesrepublik Deutschland[1]
- 1997: Ehrenring der Stadt Halver[3]